# Kefken
Kefken (tur. Kefken Adası) je otok na crnomorskoj obali Turske, nedaleko sela Cebeci u okrugu Kandıra u pokrajini Kocaeli.
Prostire se na površini od 21 hektara, a dužina je oko četiri puta veća od širine.

## Povijest
Tijekom grčke, rimske i bizantske vlasti (prije dolaska Turaka) otok se zvao Daphnusia (Δαφνουσία), Apollonia (Ἀπολλωνία), Thynias (Θυνιάς), Thyni (Θυνή), Thynis (Θυνίς) i Thyniis (Θυνηίς). Posljednje od ovih imena potječe od starogrčkog Thynos (Θύνος) = riba tuna, a možda i od Thynii, plemena tračkog podrijetla koje je živjelo u obalnoj Bitiniji. Spominju ga geograf Ptolemej (5.14.1) i Plinije Stariji (5.32) i Strabon te također u Periplu Euksinskog mora. Imena Thynias i Daphnusia oba su dali Ptolomej, Thynias Plinije, Strabon i Stefan iz Bizanta. Stephan iz Bizanta piše da se također naziva Thyni, Thynis i Thyniis.
Otok se također spominje u grčkim epskim pjesmama Argonautica i Argonautica Orphica. Obje pjesme govore o Argonautima.
Iako naselje na otoku nikada nije steklo rang "grada", ono je relativno kasno postalo biskupija. To je bilo u relativno kasnoj fazi, jer se o tome ne spominje u Sinekdemu. Prvi Notitiae Episcopatuum u kojem se pojavljuje, uvijek pod imenom "Daphnusia", je onaj iz ranog 10. stoljeća koji se pripisuje bizantskom caru Lavu VI Mudrom. Grčka pravoslavna Crkva štuje kao mučenika biskupa Dafnuzije izvjesnog Sabu, o kojem se ništa drugo ne zna, dok postojeći dokumenti pokazuju da je Lav sudjelovao na Koncilu u Carigradu (869.), gdje je izrazio pokajanje što je napustio Ignacija Carigradskog godine u korist Focija, te da je njegov nasljednik Antonije bio na koncilu u Carigradu (879.), gdje je Focije ponovno postavljen za partijarha. Više nije rezidencijalna biskupija, Katolička crkva danas navodi Daphnusia kao titularno sjedište.
Godine 1261. latinska flota bila je angažirana u opsadi otoka kada je grčki car Nikeje, Mihajlo VIII Paleolog, zauzeo Konstantinopol i time okončao Latinsko Carstvo.
Godine 1915. u blizini se odvijala pomorska bitka između Rusa i Osmanlija koja je završila ruskom pobjedom.

## Sadašnje značajke
Iz otoka se pružaju dugi lukobrani koji tvore sigurnu luku za brodove.
Svjetionik izgrađen 1879. ima domet od 14 nautičkih milja, a na svakom od dva lukobrana nalazi se po jedan manji svjetionik.
Mogu se vidjeti zidovi tvrđave iz helenističkog i đenovljanskog razdoblja te neki bunari i cisterne za kišnicu.

## Vanjske poveznice
- English Information on Kerpe